# Amtsgericht Friedberg (Hessen)

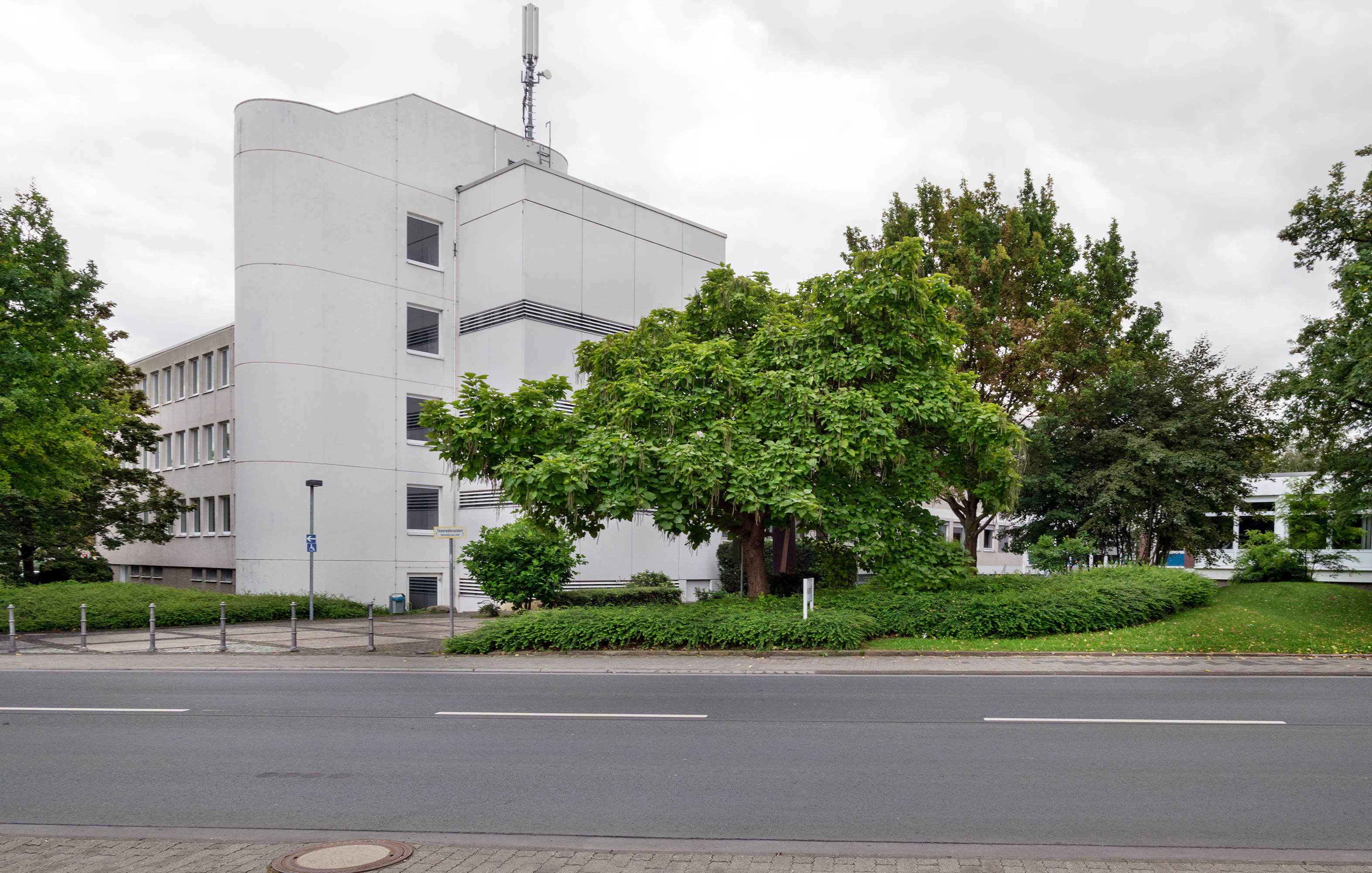
Amtsgericht Friedberg

Das Amtsgericht Friedberg (Hessen) ist ein deutsches Amtsgericht der ordentlichen Gerichtsbarkeit mit Sitz in Friedberg im Land Hessen.

## Zuständigkeit und Sitz

### Örtliche Zuständigkeit

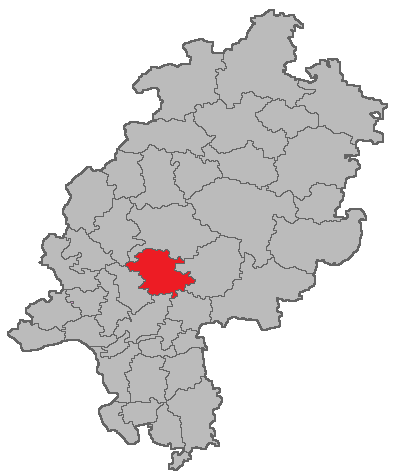
Lage des Amtsgerichtsbezirks Friedberg in Hessen

Die örtliche Zuständigkeit umfasst die Städte Bad Nauheim, Butzbach, Florstadt, Friedberg (Hessen), Münzenberg, Niddatal, Reichelsheim und Rosbach vor der Höhe sowie die Gemeinden Ober-Mörlen, Rockenberg, Wölfersheim und Wöllstadt.
Seit 1999 ist das Amtsgericht Friedberg auch für den Amtsgerichtsbezirk Büdingen das zentrale Insolvenzgericht und seit 2002, mit der Einführung des elektronischen Handelsregisters, auch zentrales Registergericht.

### Sachliche Zuständigkeit
Das Amtsgericht Friedberg ist zuständig für Zivil-, Familien- und Strafsachen.

### Instanzielle Zuständigkeit
Das Amtsgericht Friedberg ist ein erstinstanzliches Gericht.
Dem Amtsgericht Friedberg (Hessen) übergeordnet ist das Landgericht Gießen im Oberlandesgerichtsbezirk Frankfurt am Main.

### Sitz
Der Sitz des Amtsgerichtes befindet sich in der Homburger Straße 18 in 61169 Friedberg (Hessen).

## Geschichte
Mit dem Gerichtsverfassungsgesetz von 1877 wurden Organisation und Bezeichnungen der Gerichte reichsweit vereinheitlicht. Zum 1. Oktober 1879 hob das Großherzogtum Hessen deshalb die seit 1821 für die erstinstanzliche Rechtsprechung zuständigen Landgerichte auf. Funktional ersetzt wurden sie durch Amtsgerichte. So ersetzte nun das Amtsgericht Friedberg das Landgericht Friedberg. „Landgerichte“ nannten sich nun die den Amtsgerichten direkt übergeordneten Obergerichte.
Zugleich bekam der nunmehrige Amtsgerichtsbezirk die vorher zum Landgericht Hungen gehörende Gemeinde Wölfersheim zugeteilt, so dass er nun die Gemeinden Assenheim, Bauernheim, Beienheim, Bruchenbrücken, Dorn-Assenheim, Fauerbach, Friedberg, Ilbenstadt, Leidhecken, Melbach, Nieder-Florstadt, Nieder-Wöllstadt, Ober-Florstadt, Ober- und Nieder-Rosbach, Ober-Wöllstadt, Ockstadt, Ossenheim, Reichelsheim, Södel, Weckesheim, Wickstadt und Wölfersheim umfasste.
Zum 1. Januar 1882 wurden dem Bezirk des Amtsgerichts die Gemeinden Burg-Gräfenrode, Heldenbergen und Kaichen vom Amtsgerichtsbezirk Vilbel zugeteilt. Mit Wirkung vom 1. Juli 1911 kamen die ebenfalls aus dem Amtsgerichtsbezirk Vilbel stammenden Gemeinden Rodheim und Holzhausen, der vom Amtsgericht Bad Nauheim abgetrennte Ort Dorheim und erneut Bönstadt vom Amtsgerichtsbezirk Altenstadt hinzu. Infolge der Auflösung des Amtsgerichts Hungen am 1. Juni 1934 vergrößerte sich der Friedberger Sprengel noch einmal um die Gemeinden Berstadt und Wohnbach.
Zum 1. April 1964 wurden Staden und Stammheim vom Amtsgericht Ortenberg zugelegt. Am 1. Juli 1968 wurde der gesamte Bezirk des aufgelösten Amtsgerichts Bad Nauheim beinhaltend Bad Nauheim, Nieder- und Ober-Mörlen, Rödgen, Schwalheim, Steinfurth und Wisselsheim dem Amtsgericht Friedberg zugeteilt, gleichzeitig wurden Berstadt und Leidhecken an das Amtsgericht Nidda abgegeben.
Nach zahlreichen Eingemeindungen infolge der Gebietsreform in Hessen in den 1970er Jahren und damit verbundenen geringfügigen Sprengeländerungen bestand der Amtsgerichtsbezirk Friedberg 1976 nun aus Florstadt, Friedberg (Hessen), Bad Nauheim, Niddatal, Ober-Mörlen, Reichelsheim (Wetterau), Rosbach v. d. Höhe, Wölfersheim und Wollstadt. Zur bislang letzten Erweiterung des Friedberger Amtsgerichtsbezirks kam es am 1. Januar 2005 durch die Aufhebung des Amtsgerichts Butzbach; hierdurch wurden die Städte Butzbach und Münzenberg und die Gemeinde Rockenberg eingegliedert.

## Gerichtsgebäude

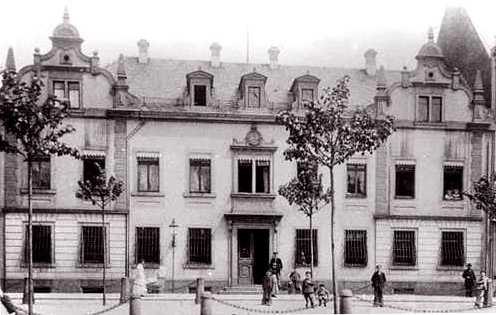
Altes Amtsgericht Friedberg in der Kaiserstraße (historische Fotografie Ende der 1880er Jahre)

Das erste Gerichtsgebäude wurde vom Landgericht Friedberg übernommen, lag ursprünglich an der Kaiserstraße und wurde 1878 abgerissen. Das im Stil der Neorenaissance an gleicher Stelle errichtete Gebäude wurde als Amtsgericht Friedberg (Hessen) 1880 neu eröffnet.
In den 1950er Jahren wurde aufgrund beengter Platzverhältnisse eine Erweiterung notwendig, die an alter Stelle nicht zu verwirklichen war. Eine vom Justizministerium geplante Verlegung in die historischen Gebäude der Burg wurde verworfen. Es kam zu einem Neubau. Der moderne Zweckbau wurde am 24. März 1965 an der Homburger Straße in Friedberg eingeweiht. Im September 1987 wurde auf einem 1973 erworbenen Nachbargrundstück ein neuer Büro- und Sitzungstrakt eingeweiht.

## Personen
- Carl Jakob Ludwig Gilmer (1804–1880), Oberamtsrichter am Amtsgericht Friedberg